# Maurice Delay
Pour les articles homonymes, voir Delay.
Maurice Delay, né le 12 novembre 1876 à Saint-Julien-en-Jarez et mort le 30 juillet 1960 à Bayonne, est un chirurgien et homme politique français. Il est maire de Bayonne de 1947 à 1958.

## Biographie
Dans la première moitié du XXe siècle, il poursuit une carrière de chirurgien à Bayonne, où il fonde en 1910 une clinique privée.
Après la Libération, il entre en politique. Candidat radical aux élections municipales de 1947, il est élu maire de Bayonne. Lors des fêtes de Bayonne de 1949, il inaugure le lancer des clés de la ville aux festayres depuis le balcon de la mairie.
En 1949, il est élu conseiller général du canton de Bayonne-Nord-Est. Réélu maire en 1953, il démissionne en mai 1958 pour raisons de santé.
Il est le père du médecin et académicien Jean Delay, et le grand-père de Claude Delay et de Florence Delay, aussi académicienne. Il est également cousin germain de l’évêque de Marseille, Jean Delay.

## Publications
- 1904 : Du traitement chirurgical de la périgastrite, suite d'ulcère de l'estomac. Éditions A. Storck & Cie, Lyon. Réédition Hachette-BnF, 2018,  (ISBN 9782329018010).

## Postérité
Une avenue de Bayonne porte son nom.